# Route nationale 24 (Luxemburg)
Die 11,8 km lange Nationalstraße 24 (kurz N 24) verläuft durch den Nordwesten des Landes innerhalb des Kantons Redigen und ist eine Alternativroute für die N 22, von der sie am Trassenanfang abzweigt und am Trassenende wieder einmündet.

## Aktueller Verlauf
Der Beginn der N 24 ist in Oberpallen an der Kreuzung mit der N 22 zu finden. Die Straße verläuft entlang Levelingen und durch Beckerich, Hüttingen, Noerdingen bis Rippweiler. Kurz hinter Rippweiler kreuzt sich die N 24 mit der N 12 und führt schließlich bis nach Useldingen, wo sie in die N22 mündet.

## Historische Entwicklung
- Bei ihrer Planung (nach 1843) wurde die N 24 zunächst als Straße beschrieben, die von Rippweiler über Huttange nach Oberpallen führt. Sie ist auch unter dem Namen „Oberpallen Road“ bekannt und wurde zwischen 1863 und 1874 in mehreren Etappen gebaut (Memorial A20/1863[1] / Memorial A16/1864 / Memorial A27/1866 / Memorial A5/1868).
- Nach 1874 wurde sie von Useldingen nach Rippweiler verlängert und zur Straße von Useldingen über die Rippweiler-Sperre nach Oberpallen. (Mémorial A35/1874)[2].

## Bildergalerie

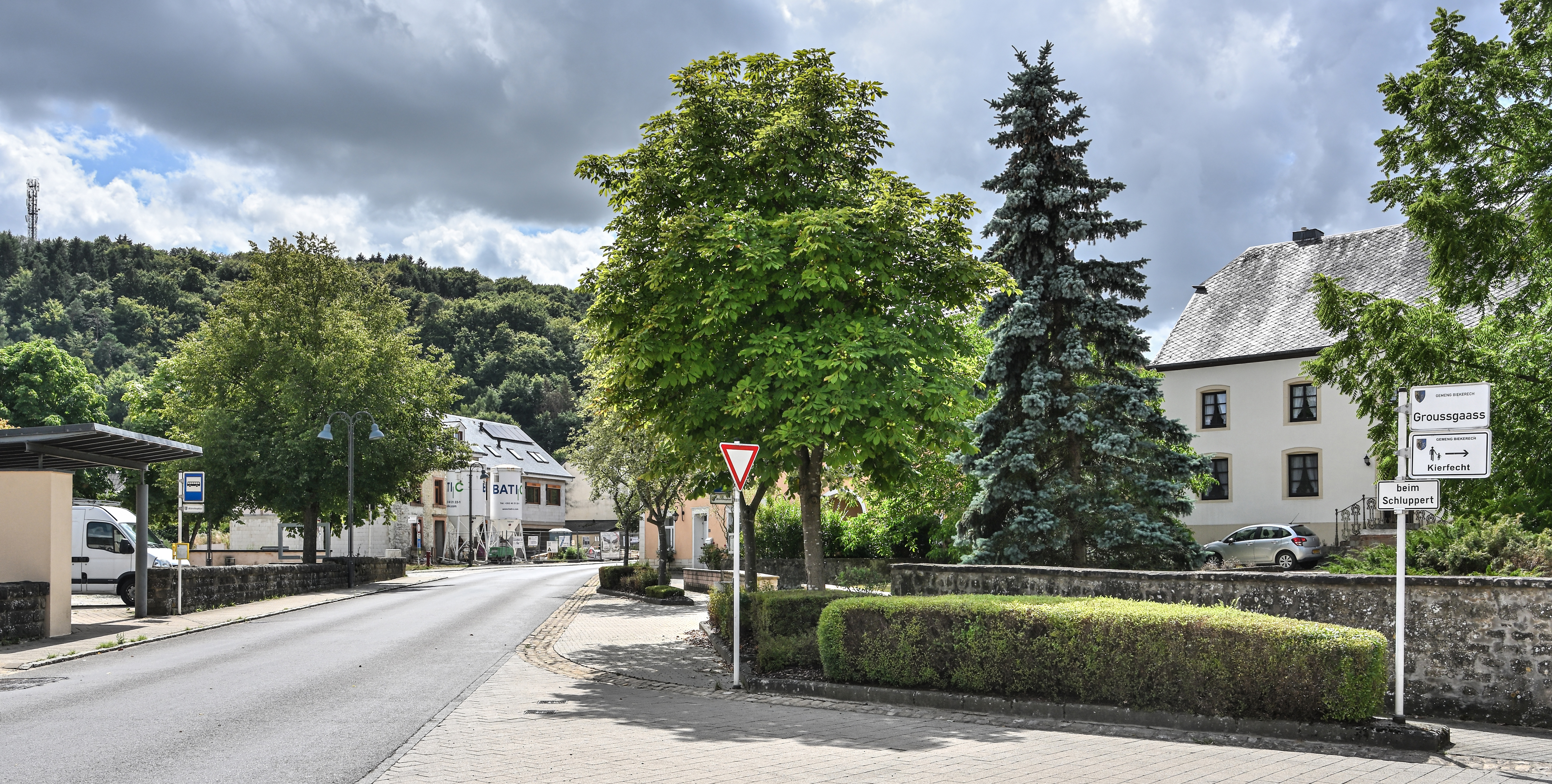
N24 in Beckerich, Ortsmitte
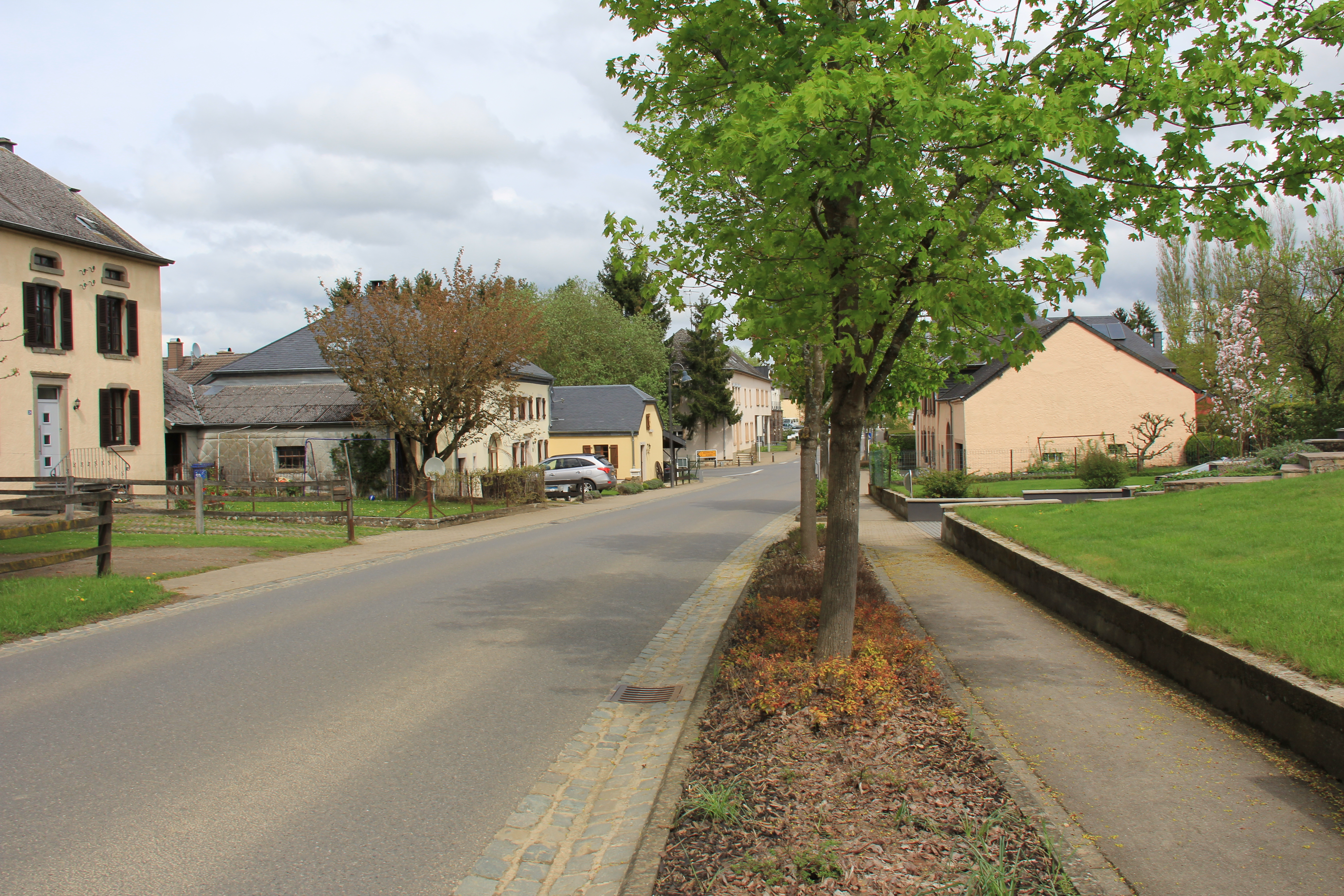
Die Rue d'Arlon in Noerdingen (Gemeinde Beckerich)